# 파워레인저 다이노포스 브레이브
《파워레인저 다이노포스 브레이브》는 슈퍼전대 시리즈 역사상 최초의 대한민국 리메이크 작품이며, 일본 원작 수전전대 쿄류저의 결말 이후를 다루고 있다. 대한민국 특촬물 최초로 현역 아이돌이 출연한 작품이다.
2017년 4월 1일부터 6월 3일까지 대원방송 전 채널에서 12부작으로 방영되었다.

## 개요
파워레인저 다이노포스 브레이브는 한국에서 탄생한 최초에 슈퍼전대 시리즈이며 한국 연예인들이 파워레인저 역할을 맡았다. 아쉽게도 배우들에 발연기와 스토리 붕괴등에 문제로 파워레인저 다이노포스 브레이브는 성공하지못하고 망하고 말았다.

## 캐스팅
세용 - 권주용(브레이브 레드 다이노) ■
홍성호 - 전현준(브레이브 블랙 다이노) ■
오세현 - 김세창(브레이브 블루 다이노) ■
인준 - 이푸른(브레이브 그린 다이노) ■
이유진 - 윤도희(브레이브 핑크 다이노) ■
이세영 - 권주혁(브레이브 골드 다이노) ■
송준석 - 토린
김도영 - 캔드릴라
채민지 - 라큐로

## 네오데보스
민응식 - 데이자비루스
이현 - 라이메인
이장원 - 호무라스
김태훈 - 웨이하브
황창영 - 츠라이라
이기성 - 아라슈
김민주 - 지나리크

## 등장메카
- 캐논티라
- 스테고톱
- 포크케라
- 파라사이저
- 랩터엑스
- 프테라볼트
- 기가브라기가스

## 스태프
오프닝 크레딧
- 원작 - SABURO HATTE
- 제작 - 정욱, 정동훈
- 프로듀서 - SHIN-ICHIRO SHIRAKURA, NAOMI TAKEBE, 황태훈
- 각본 - KENTO SHIMOYAMA
- 번역 - 이지영
- 음악 - TOSHIHIKO SAHASHI
- 마케팅 - 조원제, 김보현
- 감수 - 이천우
- 기획 - 심상백
- 음향 - 이성수
- 특수 촬영 감독 - HIROSHI BUTSUDA (특촬 연구소)
- 감독·무술감독 - KOICHI SAKAMOTO
- 제작 - Toei Company, Ltd., BANDAI, DAEWON MEDIA
- © TOEI COMPANY, LTD. ALL Rights Reserved.

엔딩 크레딧
- 촬영 - Shuji Momose, 안재민
- 조명 - Hiroshi Ota
- 미술 - Koichi Takeuchi
- 녹음 - Yasuharu Saito
- 편집 - Ken Memita
- 스크립터 - Yukie Tsushima
- 조감독 - Fumie Arakawa
- 통역 - Nami Ishikawa
- 제작관리 - Hiroshi Doki
- 의상 - Ai Morishima (도쿄 의상)
- 메이크업 - Chieko Naijo (Lapin)
- 장식 - Takeshi Komiya
- 소품 - Toru Koyama
- 대도구 - Monami Ito
- 특수효과 - Mikio Funakoshi (라이즈)
- 기술 - Akihiro Yagi, Kazuya Hayashi
- 종합편집 - Hidetaka Yuruka
- 믹싱 - Takamasa Haraguchi
- 음향효과 - Hiroki Nozaki
- 조형 - Rainbow
- 특수 촬영 - 특촬 연구소
- VFX - Mitsuru Oki
- 모션 캡쳐 - Toei Zukun Laboratory, D1FX
- 캐릭터 디자인 - K-SuKe, PLEX
- 자료 - Hiroshi Matsui, Ryuta Baba

## 음악
주제가「다이노포스 브레이브」
가사 - 여희 / 음악 - Yohei Onishi / 편곡 - Takeharu Nakahata / 노래 - 브레이브 레드 다이노 (세용) (한국판), 카마다 쇼고 (Project.R) (일본판)
엔딩곡「다이노 댄스!」
가사·노래 - 여희 (Project.R) (일본/한국판) / 음악 - Hideki Takatori / 편곡 - Hiroaki Kagoshima / 안무 - Papaya Suzuki